# Summa Plantarum
Summa Plantarum (abreviado Summa Pl.) es un libro con ilustraciones y descripciones botánicas que fue escrito por el religioso, pteridólogo, y botánico italiano; Fulgenzio Vitman y publicado en Milán en 6 volúmenes en los años 1789-1792 con el nombre de Summa Plantarum ... Mediolani.

## Publicación
- Volumen n.º 1-3, Dec 1789 o principios de 1790;
- Volumen n.º 4, 1790;
- Volumen n.º 5, 1791;
- Volumen n.º 6, 1792